# Франке, Кристоф Бернард
Кристоф Бернхард Франке (также Бернхард Кристоф Франкен ; * около 1660—1670 в Ганновере ; † 18. январь 1729 в Брауншвейге) — немецкий офицер и живописец эпохи барокко.

## Жизнь

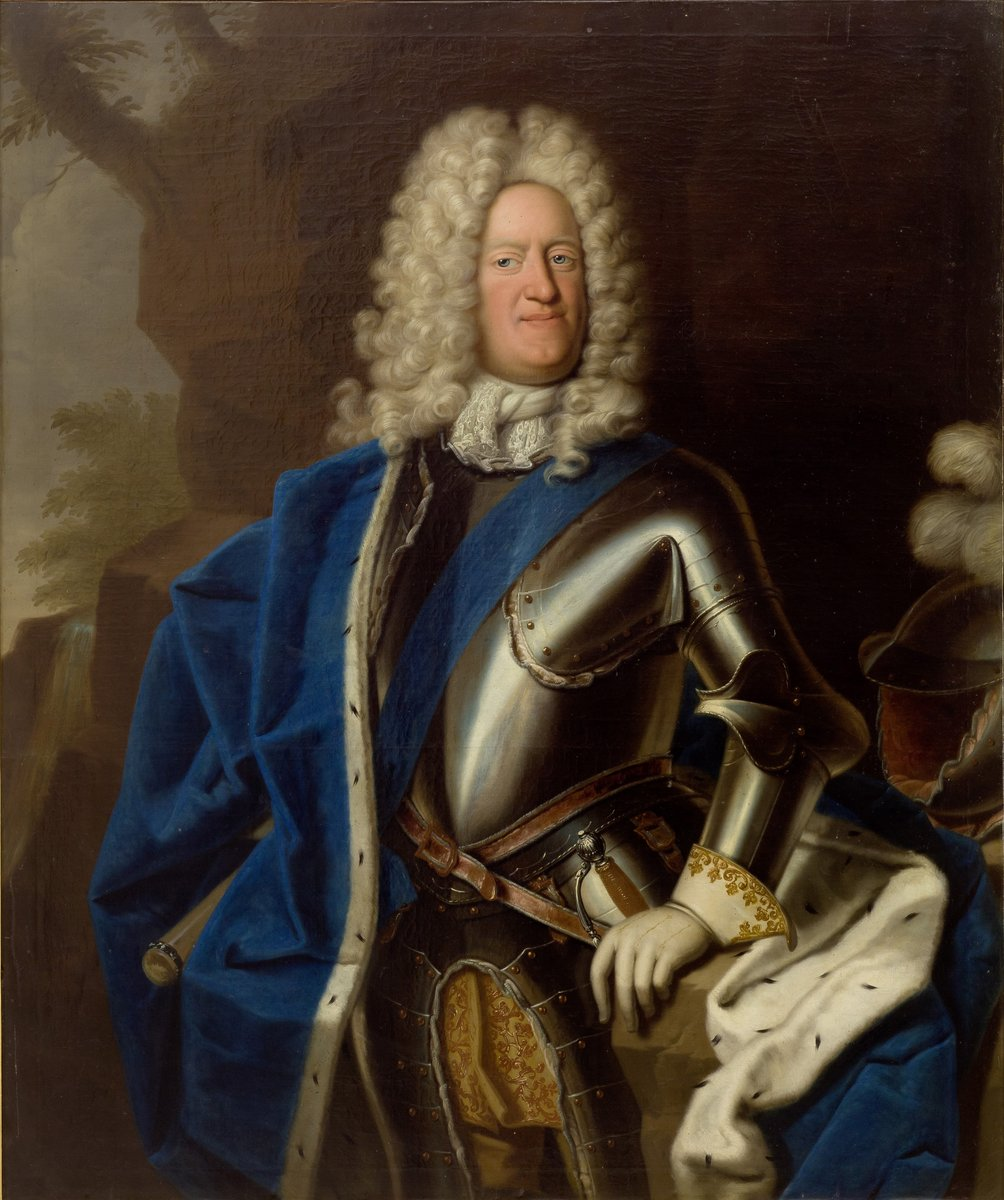
Портрет герцога Августа Вильгельма, 1710—1729

О происхождении Кристофа Бернхарда Франке известно мало. Считается, что он родился в Ганновере в 1660-х годах. Говорят, что он получил художественное образование в Италии.

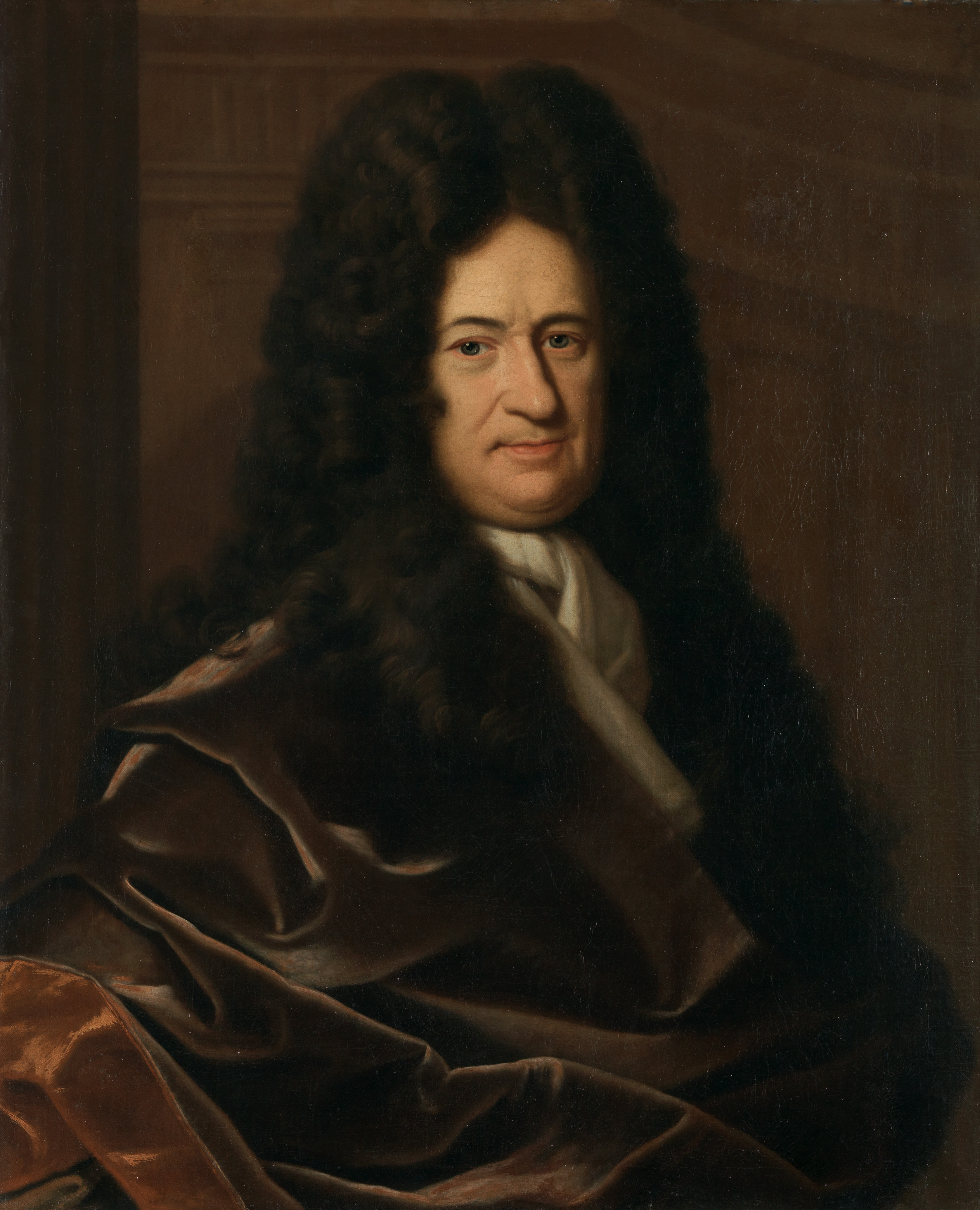
Портрет Готфрида Вильгельма Лейбница,
ок. 1700 г., Музей Герцога Антона Ульриха, Брауншвейг

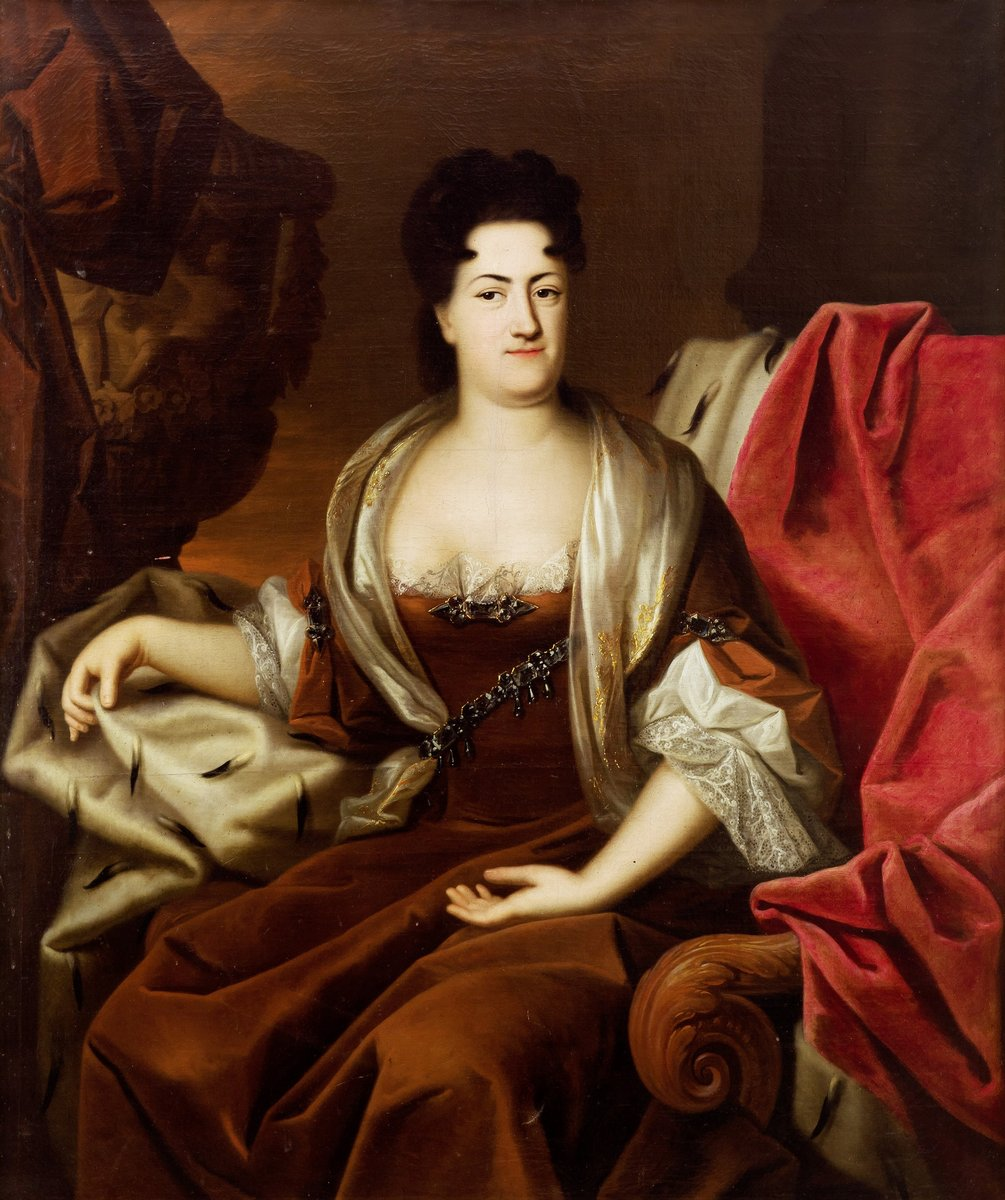
Портрет герцогини Елизаветы Софии Марии ,1710-1729

В 1693 году он поступил на службу к герцогу Рудольфу Августу фон Брауншвейг-Вольфенбюттель в звании лейтенанта, но в последующие годы в основном работал придворным художником при дворе в Вольфенбюттеле. Тем не менее, в 1702 году он принял участие в походе против ганноверского курфюрста в качестве офицера лейб-полка Рудольфа Августа.
Самое позднее в 1699 году, в год женитьбы, он поселился художником в городе Брауншвейг и переехал в дом на Эгидиенмаркт. 4 мая 1699 года он женился на Агнессе Бенедикте Дуве (1680—1727), дочери богослова и пастора св. Эгидиена Ахатия Дуве (1644—1698). В браке родилось восемь детей, трое из которых пережили своих родителей.
Франке пользовался высокой репутацией в княжестве. В 1700 году Розина Элизабет, морганатическая жена герцога Рудольфа Августа, стала крёстной матерью его первого ребёнка, а в 1715 году правящий герцог Август Вильгельм стал крёстным отцом его сына. В том же году Август Вильгельм официально назначил его «княжеским живописцем и портретистом».
Кристоф Бернхард Франке умер 18 января 1729 года в Брауншвейге и был похоронен на гарнизонном кладбище перед Эгидиентором, на нынешней улице Вольфенбюттелер-штрассе. Кладбище не сохранилось.

## Работы
Предполагается, что Кристоф Бернхард Франке работал художником-портретистом исключительно от имени герцогов Брауншвейг-Вольфенбюттель. На большинстве его сохранившихся работ изображены члены обширной королевской семьи. Сообщается также о портретной картине царевича Алексея в картинной галерее замка Зальцдалум . Российский наследный принц стал зятем герцога Людвига Рудольфа в результате брака с Шарлоттой Кристиной фон Брауншвейг-Вольфенбюттель. Картина считается утерянной.
Вероятно, самая известная работа Франке изображает философа, ученого и историка Готфрида Вильгельма Лейбница, который был библиотекарем в библиотеке герцога Августа в Вольфенбюттеле с 1691 по 1716 год. Картина находится в коллекции музея Герцога Антона Ульриха в Брауншвейге.